# 29472 Hurvínek
(29472) Hurvínek, denumire internațională (29472) Hurvinek, este un asteroid din centura principală de asteroizi.

## Descriere
29472 Hurvínek este un asteroid din centura principală de asteroizi. A fost descoperit pe 27 octombrie 1997 la Observatorul din Ondřejov de Lenka Šarounová. Asteroidul prezintă o orbită caracterizată de o semiaxă mare de 2,62 ua, o excentricitate de 0,15 și o înclinație de 5,0° în raport cu ecliptica.